# Nuevo Remolino
Nuevo Remolino är en ort i Mexiko.   Den ligger i kommunen Juan Rodríguez Clara och delstaten Veracruz, i den sydöstra delen av landet, 400 km öster om huvudstaden Mexico City. Nuevo Remolino ligger 46 meter över havet och antalet invånare är 187.
Terrängen runt Nuevo Remolino är platt. Runt Nuevo Remolino är det ganska glesbefolkat, med 27 invånare per kvadratkilometer. Närmaste större samhälle är Juan Rodríguez Clara, 11,6 km söder om Nuevo Remolino. Omgivningarna runt Nuevo Remolino är en mosaik av jordbruksmark och naturlig växtlighet.